# Hans-Peter Martin
Hans-Peter Martin (ur. 11 sierpnia 1957 w Bregencji) – austriacki polityk i publicysta, lider Listy Hansa Petera Martina, poseł do Parlamentu Europejskiego V, VI i VII kadencji.

## Życiorys
Ukończył Acalanes High School w Kalifornii. Pracował jako dziennikarz, m.in. jako korespondent niemieckiego tygodnika „Der Spiegel”. W 1984 został absolwentem prawa na Uniwersytecie Wiedeńskim. Jest autorem i współautorem książek krytykujących globalizację i przemysł farmaceutyczny. Za jedną z nich pt. Die Globalisierungsfalle otrzymał w 1997 nagrodę Bruno-Kreisky-Preis für das politische Buch. Był członkiem rady niemieckiego oddziału organizacji Greenpeace (1996–1999), w 1997 został członkiem Klubu Rzymskiego.
W 1999 został wybrany do Parlamentu Europejskiego z listy Socjaldemokratycznej Partii Austrii. W następnych wyborach wystawił własną listę Lista Hansa Petera Martina o programie antykorupcyjnym, która wprowadziła do PE dwoje deputowanych. Kandydował bez powodzenia w wyborach parlamentarnych w 2006. W 2009 odnowił mandat w PE na trzecią z rzędu kadencję. Pozostał niezrzeszony, pracował w Komisji Gospodarczej i Monetarnej. W 2014 nie ubiegał się o reelekcję.